# DVONN
DVONN es un juego de mesa de estrategia para dos jugadores en el que el objetivo es acumular piezas en pilas. Fue lanzado en 2001 por Kris Burm como el cuarto juego del Proyecto GIPF. DVONN ganó en 2002 el premio Mensa Select y el International Gamers Award, y el premio Game of the Year de la revista Games en 2003.

## Reglas

### Equipo

Tablero de DVONN

DVONN se juega en un tablero con 49 espacios. El tablero tiene un diseño hexagonal de 5 hexes de ancho. Un jugador tiene 23 piezas negras para jugar, el otro jugador tiene 23 piezas blancas. También hay 3 piezas rojas neutrales, llamadas piezas DVONN.

### Objeto
El objetivo del juego es controlar más piezas que el oponente al final del juego.

### Fase de ubicación
El juego comienza con un tablero vacío y se desarrolla en dos fases. Durante la primera fase, los jugadores colocan sus piezas en el tablero, comenzando con las tres piezas rojas de DVONN. Las piezas se pueden colocar en cualquier espacio desocupado. Empiezan las blancas y los jugadores se alternan. Luego las negras son las primeras en colocar una pieza de su propio color. La primera fase finaliza cuando se colocan todas las piezas en el tablero, llenándolo por completo.

### Fase de movimiento
La segunda fase implica la construcción de pilas de piezas (una sola pieza también se considera una pila) moviendo pilas a otras pilas. Un jugador controla una pila si su color está en la parte superior. Una pila es inmóvil si está rodeada por 6 pilas vecinas. El jugador blanco tiene el primer movimiento en esta fase. Cualquier pila móvil de altura n (con n > 0) se puede mover (en línea recta) en cualquiera de las 6 direcciones exactamente n espacios por el jugador que la controla, si cae en otra pila. Se permite saltar sobre espacios vacíos, siempre que la torre no aterrice en un espacio vacío. DVONN únicolas piezas no se pueden mover, pero pueden hacerlo una vez que forman parte de una pila. Después de cada movimiento, todas las pilas que no están conectadas a través de una cadena de pilas vecinas a cualquier pila que contenga una pieza DVONN se eliminan del tablero.

### Pasar y final del juego
Un jugador que no tiene un movimiento legal debe pasar, y un jugador solo puede pasar cuando no hay un movimiento legal disponible. El juego termina cuando ambos jugadores no tienen movimientos legales. Todas las pilas controladas por un jugador se juntan en una torre. El ganador es el jugador con la torre más alta. El juego termina en empate en caso de que ambos jugadores tengan la misma cantidad de piedras en su torre. El número máximo posible de movimientos en el juego es 97 (49 para la colocación y 48 en juego, los pases no se cuentan). En la competencia, cada jugador suele tener 15 minutos para todo el juego en los torneos de la vida real o 10 minutos para los torneos en línea.

## Estrategia
Las reglas de DVONN se pueden aprender en unos minutos. El factor principal que se necesita para ganar es tener el control del juego. La estrategia básica del juego se da en el sitio web del Proyecto GIPF. Los consejos de estrategia más avanzados se derivan de las pautas generales de estrategia desarrolladas por el gremio DVONN en el sitio del juego BrettspielWelt. En 2003, 2004, y 2008 desarrollador del juego, Kris Burm, organizó un campeonato mundial presencial de DVONN.

### Terminología
Las discusiones de estrategia de DVONN entre jugadores expertos a menudo usan una serie de términos para expresar la situación del juego. En el grupo de discusión de Yahoo Gipf, el desarrollo de esta lista de términos fue iniciado por Alan Kwan y completado por Kris Burm.

## Programas informáticos de DVONN
Hay muchos programas informáticos capaces de jugar Dvonn a un alto nivel. Algunos son:
- dDvonn[13]
- Dvonner[14]
- RoRoRo the Bot[15]
- Jan's Dvonn program[16]

RoRoRo the Bot y el programa de Jan solían jugar en línea en el sitio de juegos LittleGolem hasta 2014 y 2016 respectivamente, y generalmente se encontraban entre los 10 mejores jugadores..
Holtz es un programa que admite varios juegos, incluido Dvonn.
Dvonn fue el tema de la CodeCup de 2011 que produjo muchos jugadores de computadora de alto nivel, incluido el ganador del concurso PrimaDvonna.